# 零售

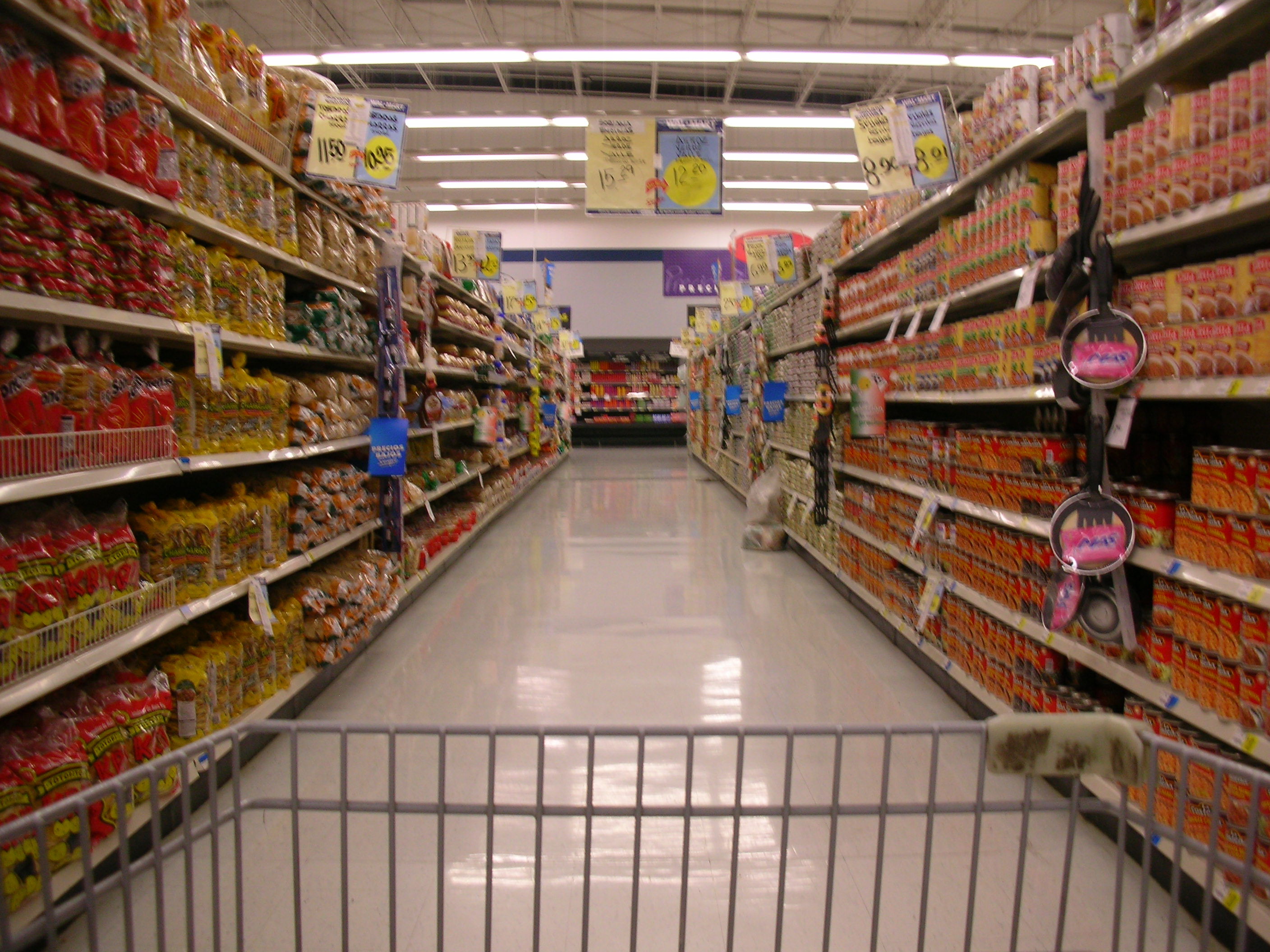
沃尔玛店中的貨架

零售是商品供應鏈的最後一站，上游的所有供應商都是為商品増值的參與者，而零售顧客是消費者。在早期人類歷史中的傳統市場（集市），零售商也是商品的生產者，例如工藝飾物、衣服、農業產品銷售。

## 零售商
零售商也稱零售業經營者，他們使用的電腦軟件名為銷售時點情報系統，POS是簡稱。零售商店通常開設於接近消費市場的商業區、住宅區、交通方便人流集中的地點，如商場及車站等，所以租金是零售商的主要支出。還有銷售員的薪金和佣金等營運成本也不輕。
可將零售商分為「店面」與「無店面」兩大類。

## 零售類型
市場是一個提供貨物與服務交換的地點，傳統市場廣場是為貿易商設立攤販與買家瀏覽商品的廣場。這些市場非常老舊，仍有許多市場還在全世界運作。

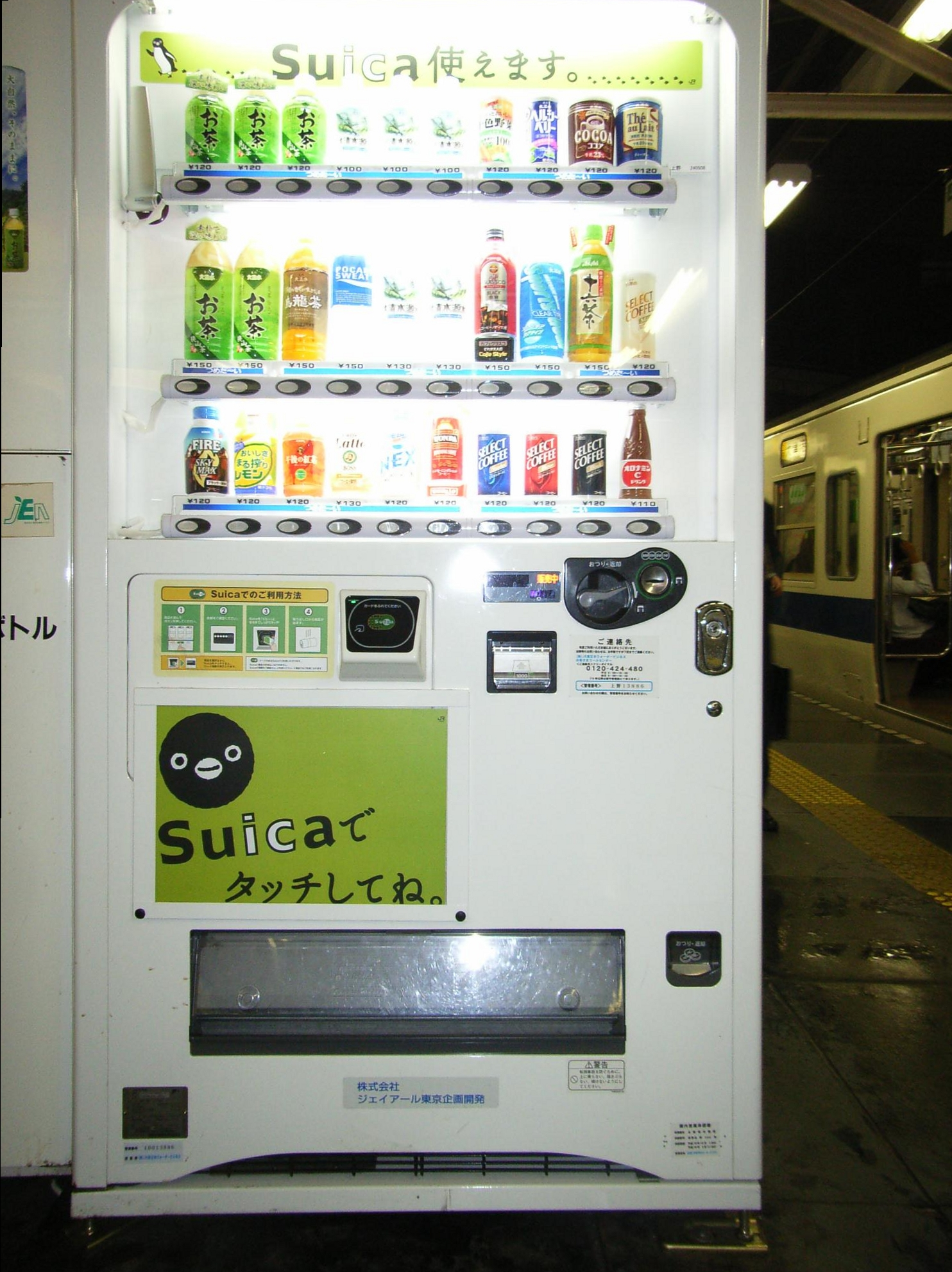
自動販賣機的零售飲料

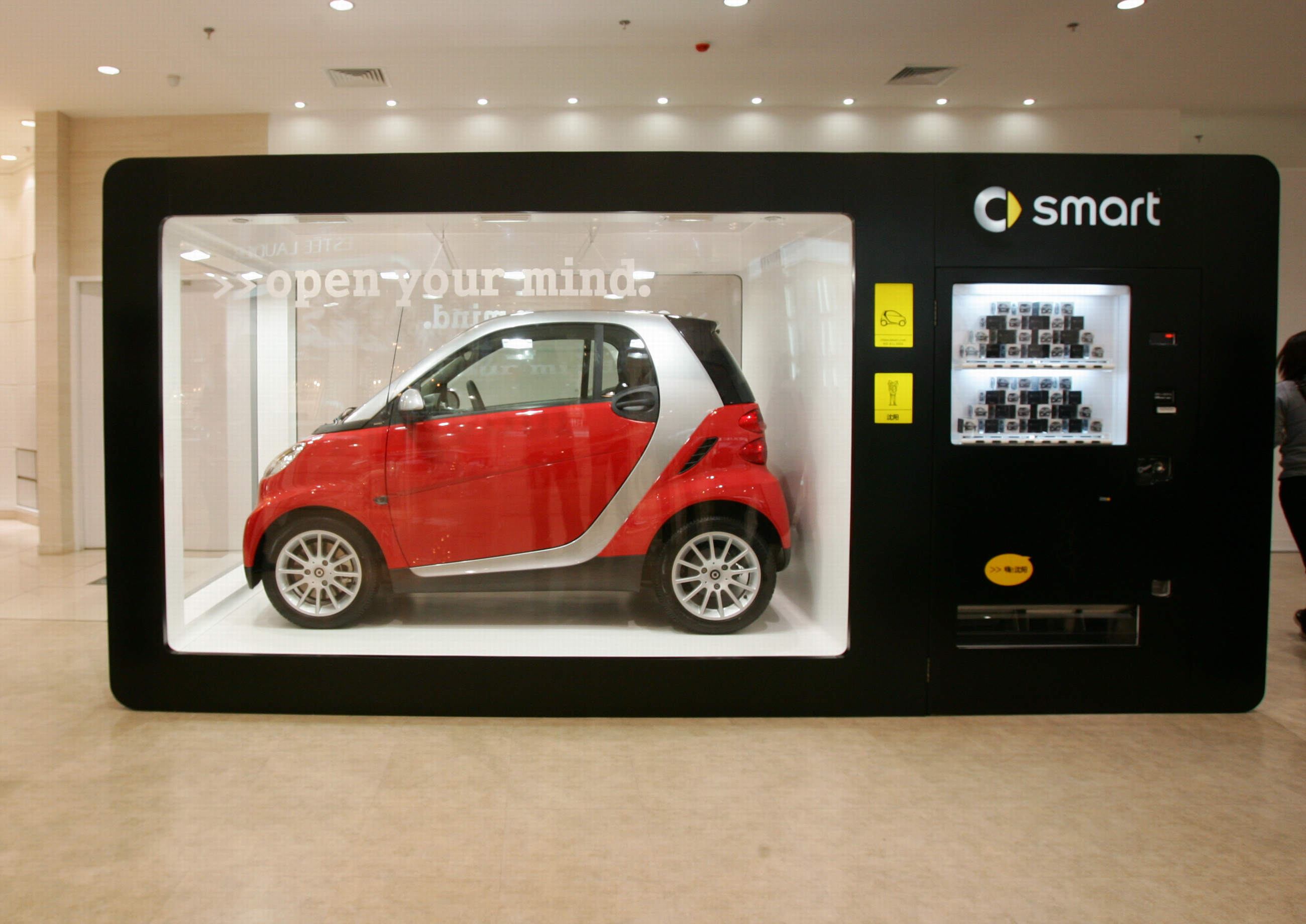
Smart汽車的零售販賣店

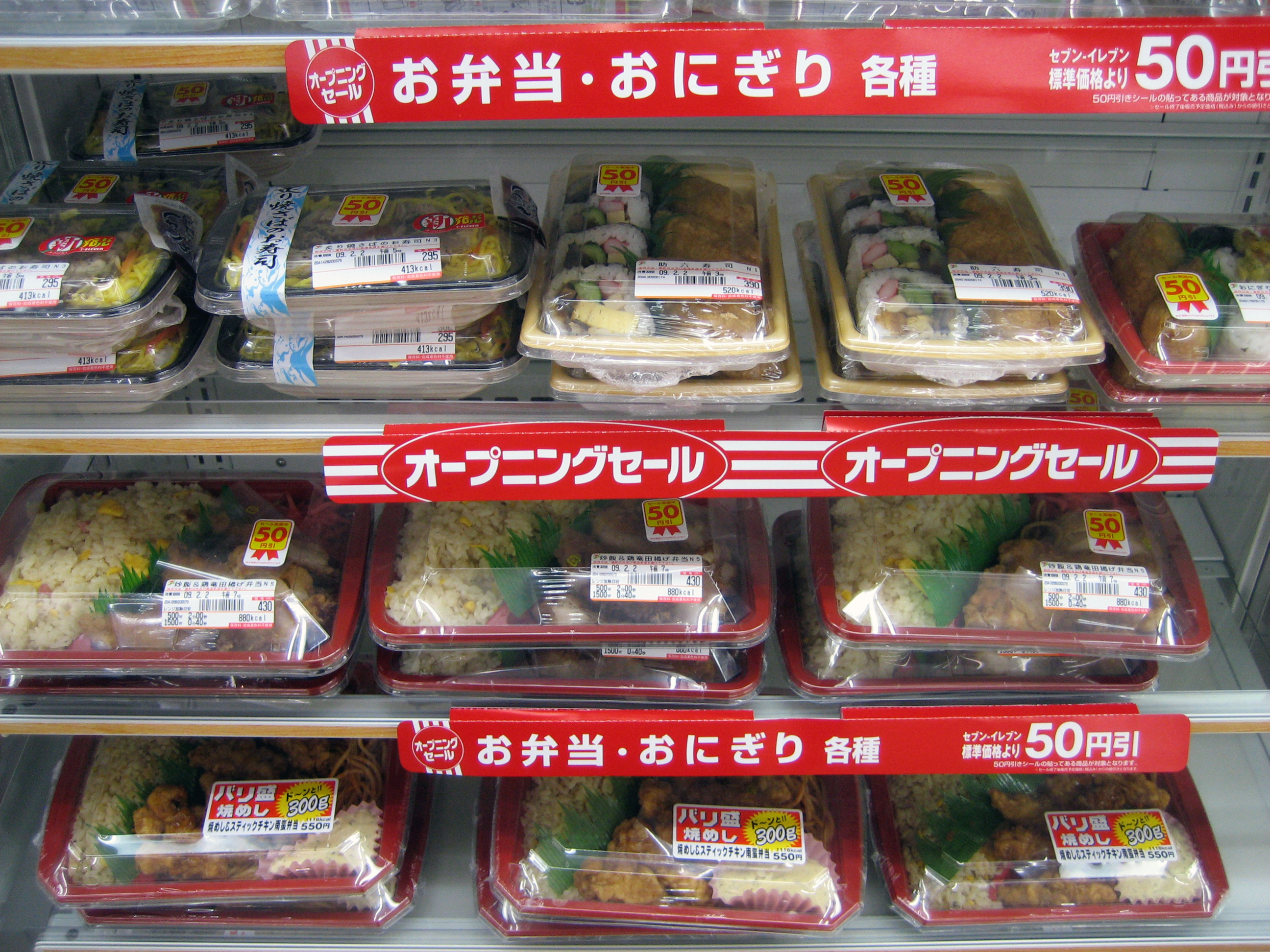
便利商店的零售便當

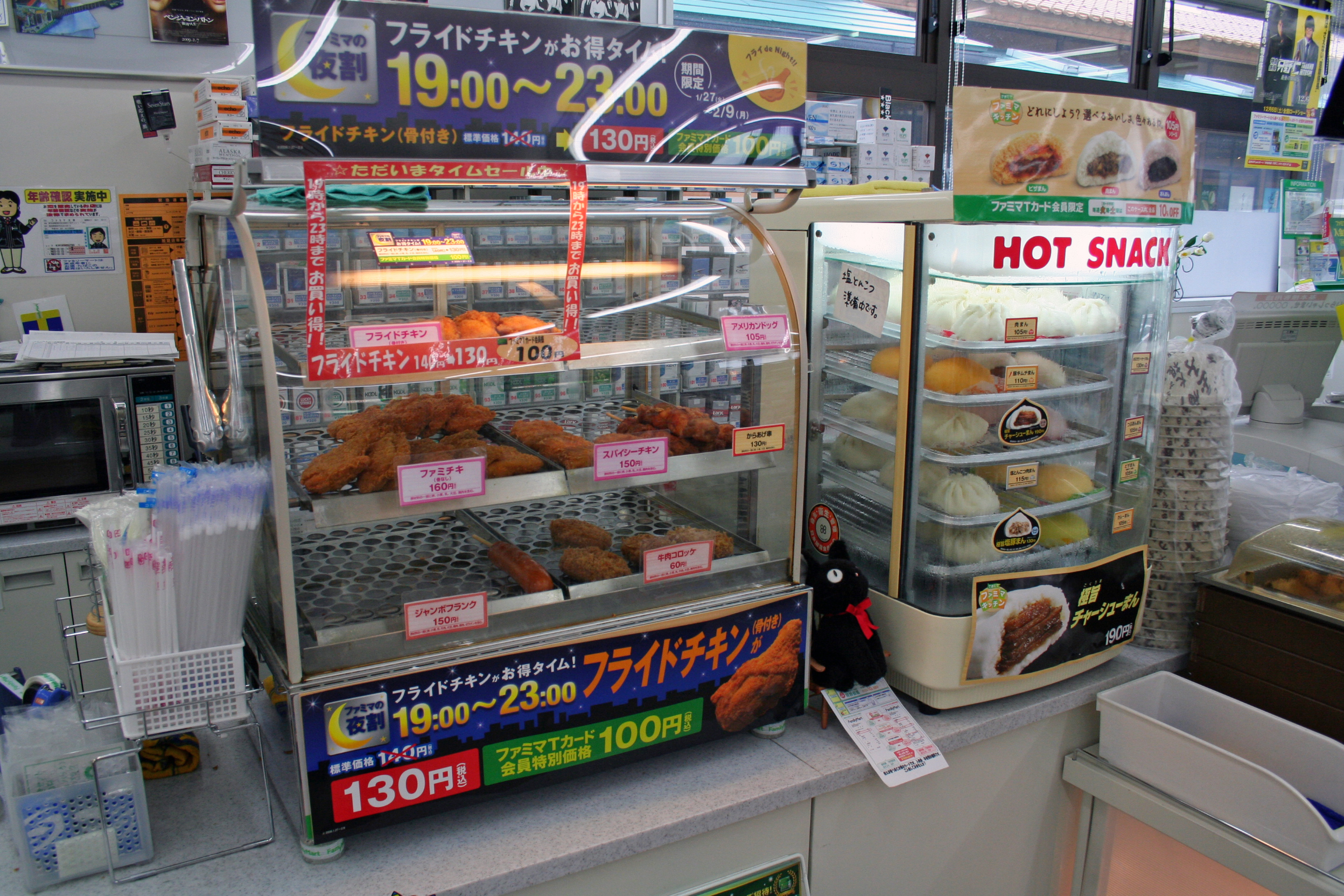
熱食零售櫃

在中低開發程的國家，零售商大多為小型家庭商店型態，但是近年來已經逐漸被連鎖店取代。
零售通常可分類為下列產品：
- 食物產品：蔬果、飲料、麵包、肉類、餅乾、糧食等。
- 硬體產品：用具、電子產品、傢俱、運動用品。
- 軟體產品：服裝、和布料等。

銷售商的類型與銷售策略：
- 百貨公司：是提供多種軟體與硬體商品的大型商店；通常提供一系列專賣店的商品。每間零售商店面存放各種不同分類與廣闊的貨品（平均價格），他們也提供一些顧客服務。
- 折扣商店：傾向提供多樣化的產品與服務，但是他們主要在價格競爭上可負擔多樣化的商品和價格上的折扣。正常地來說，這些零售商較少販賣時尚化品牌。
- 超級市場：販賣多樣化的食物商品。
- 量販店：提供低價、高品質產品，通常將貨物置於鐵架上，若顧客是該廠商的會員，當購物則另外會享有會員價。提供多樣化與大量低價格的獨家商品，營業成本比其他零售商還低，典型的例子為班加羅爾的地下鐵（the Metro™）。
- 100圓店或「1元店」：提供非常低價的產品，但是只限於某些區域。
- 人口統計：零售商將目標放在特殊的區塊（例如銷售商在健康產業上鎖定頂尖客戶族群）。
- 小型的家庭自營生意：指一個銷售市場由單一個體所掌握與運作，產品範圍非常具有選擇性與局限在某些商品，這些商店在某些當地社區相當常見，通常是由家庭所經營。商店面積大小取決於商店老闆。
- 專門店：典型的專門店利用獨有的分類與提供高品質服務來吸引顧客上門消費。例如：寵物店特別專賣狗飼料。然而，品牌商店也許會朝向規格化，比方說，當顧客到愛迪達或Uniqlo光顧時，他們分別只需要愛迪達和Uniqlo的商品。
- 雜貨店：農村商店提供當地主要生活必須品。
- 便利商店：基本上供給住宅區的顧客，雖然提供商品的數量非常有限，另外價格也比一般市面上的商品還高，不過能讓顧客快速地結帳付款，卻是便利商店的優勢。便利商店基本上提供方便且即時性的商品。
- 超級市場：為自助式的商店，主要包含雜貨與非限制在食物上商品，他們可能會採取Hi-Lo或EDLP的定價策略。超級市場的面積大約為20,000至40,000坪。
- 購物中心：在暢貨中心擁有一系列零售商，另外也提供其他產品、食物和娛樂等其他服務，如西格瑪商場、迦樓羅商場。
- 品類殺手或專賣店：一個零售商利用低價來提供廣分種類的產品，來對其他零售商一網打盡，這一些分類中，例如電子產品會被商店擺置在中央，當顧客注意到此項產品時，可提供意見給有需求的顧客，假如專賣商店出現在周圍地區時，其他零售商會用降價來因應。如班加羅爾的Pai Electronics™商店。
- 電子零售商：顧客藉由網路上的零售商訂購物品，其貨物在依照消費者的門檻來寄送。這裡的零售商使用drop shipping科技。他們接受顧客付款後，從批發商或製造獲得產品。這種消費型態是消費者的理想，其喜愛在家上網消費，而不願出門外出到零售商店購物。然而，顧客需要注意到可能會收到有問題的商品與無法用信用卡來消費。如：亞馬遜與eBay、天猫与京东。
- 自動販賣機：這是自動化的設備，讓顧客投下零錢後，便可獲得產品。如班加羅爾的軟性飲料販賣機。

有些商店會採用no frills方法，會採用中範圍（mid-range）或高價（high end），依照他們所要吸引的目標。
其他零售商類型：
- 自動零售：一種自助式的服務，由機器作為銷售方式，通常設置在機場、量販店、雜貨店等等，這場商店可以接受信用卡來付款和通常24小時營業。如ZoomShops、Redbox。
- 超級廣場：包括大型部門、折扣商店、綜合百貨和量販店。
- 便利商店：一種小型商店通常延長經營時間（甚至24小時營業），通常設置在車流量大、流動人口多等交通方便的場所。
- 雜貨店：一種販賣日常生活用品的商店，在鄉村比較常見。

零售商依據他們所調查的顧客統計、生活方式、購物喜好，來選擇他們的零售策略。一個良好的銷售方式，藉由展示產品來吸引顧客購買。

## 零售定價
多數零售商採取成本加成定價法，零售商在貨物的成本上加價（或百分比）做為商品定價；如，價格＝單位成本＋（價格×加成百分比）。另外常見定價是建議售價，為製造商來定價和價格標籤標識在產品上。
零售業者一般採取畸零定價法（odd pricing）又稱心理定價法，以消費者心理層面的感受來做定價的一種策略。例如：業者在訂定零售價格時，常把200元的產品訂為199元，藉以吸引消費者的購買。

## 商品輸送
下列是數種消費者從零售商收到貨物的方式：
- 櫃檯服務：這個服務必須是賣方才能得到與買方難以得到的商品。這種型態的零售，通常小眾的行業（如珠寶業）或受控管的藥物與酒類。這種現象常見於二十世紀的美國和一些國家。
- 宅配：這種服務是將貨物直接運送到消費者指定地點。1744年，郵購被發明並運用在商品目錄上，其後於19世紀與20世紀初期成為常見的運送服務，在電話問世後，取代郵購成為新的輸送服務，其他如商品目錄、報紙、電視廣告或當地餐廳菜單，也是常見的輸送服務，在21世紀之後，為了提供即時的服務（披薩輸送），直效营销包括电话营销和電視購物頻道，也都曾製造額外的電話訂單，在已開發國家有一定的市場佔有率。
- 門對門：由銷售人員親自到府銷售貨物。
- 自助服務：由顧客購買商品，沒有銷售人員在旁服務。

## 二手零售
有些商店二手商品。在非營利組織商站，社會大眾捐贈貨物到商店再進行販賣，在某些指定商店商品是可以免費帶走的。
其他如典當業。典當業的商品是因為貸款而成為抵押物的。有些寄售商店，讓顧客將物品放置在商店和當需要販賣再拿出來賣，顧客會給寄售商店一定百分比的銷售金額。這種銷售方式額外優點是當產品放在商店內，可能會潛在的顧客會購買。

## 銷售手法
在零售業的場景中，會有一個因素會影響，合作和獨立商店業者傾向於向他們的競爭對手挑戰極限。一個解決方法僱用採購公司，在某一地人口設計顧客商店吸引更多顧客上門消費。全國最大零售商每年花費數百萬在店內行銷計畫，符合季節和促銷改變。當產品改變，會產生新的零售風貌。零售商也許能利用面對技巧，對存貨商店創造完美的印象。
「目標商店」是顧客為了特別旅行而去上門，有時候超過大範圍。這些商店通常曾經是購物中心或廣場，裡面包含不少資本化的小型零售商，製造不少客流量。

## 顧客服務
顧客服務是藝術和元素的總和，讓顧客從零售場所收到他們需要或渴望。這是很重要的，銷售行為結合向顧客打招呼和儘可能滿足顧客的需求。當顧客踏進商店，第一件最重要的事，銷售行為上必須讓他感受到歡迎、重要和確保他離開商店感到滿意。還要充足的注意與幫助顧客，才能有助於創造顧客滿意度。

## 零售業銷售情況
零售業每個月會紀錄零售銷售情況，消費者消費量表，是美國GDP是很重要的指標。零售公司提供他們的零售銷售額和存貨的資料，12000間公司的抽樣還包括最後的調查和5000間是最先進的。先進的估計資料根據從美國CB公司完成零售和食品服務抽樣的子樣本。
1951年起，美国人口调查局持續不斷公布零售業銷售情況資料。

## 合併
零售商和零售趨於合併是近二、三十年的現象，根據USD所公布的資料，從1988到2010年，世界性的兼併與收購40788件，較熟為人知的有2255案。列出美國大型零售商的交易案和收購案，2006年，艾伯特森公司的收購案金額達到170億美元。2005年，聯邦百貨公司合併五月百貨公司金額達到165億美元。2004年，克瑪特兼併西爾斯的金額達到109億美元。

## 相關
- 百貨公司
- 超級市場
- 批發
- 量販
- 直销
- 銀行
- 電子商務
- 商場
- 步行街
- 商品及服務稅

## 相關書目
- Krafft, Manfred; Mantrala, Murali K.（eds.）. . New York: Springer Verlag. 2006. ISBN 3540283994.

## 外部連結
- China2You UK for china online shopping and online shopping china （页面存档备份，存于）
- CNDirect Retail Online
- USSW Retail Online （页面存档备份，存于）
- eNetB2c Online Retailer （页面存档备份，存于）
- iRulu Online Retailer